# Saber Rider i Zvjezdani šerifi
Saber Rider i Zvjezdani šerifi (američki Saber Rider and the star sheriffs, japanski Seijuushi Bismarck) je vrlo popularna japanska anime pustolovna ZF serija iz 1984. godine. Ima 52 epizode.

## Ekipa
Režija: Akira Shigino, Shigenori Kageyama
Glume: Bin Shimada (Richard Lacelot), Chie Koujiro (Marian Luveille), Kazuhiro Inoue (Bill Wilcox), Hiroshi Ito (Rivel), Hirotaka Suzuoki (Perios) i drugi.

## Radnja
U dalekoj budućnosti ljudi su počeli kolonizirati svemir i udaljene planete. No njihove svemirske kolonije bivaju stalno napadnute od zlih bića koji se zovu Outrider (u japanskoj originalnoj verziji Deathculas) i čiji vođa Nemesis (u originalu Hyuza) želi uništiti ljudski rod. Kako bi netko uveo mir i red u kolonijama formirani su posebni policajci, tzv. Zvjezdani šerifi, grupa koju čine ovi pojedinaci -Saber Rider (u originalu Richard Lancelot), April (u originalu Marian), Fireball (Shinji Hikari) te Colt (Bill Willcox), te koji koriste ogromnog robota Ramroda kako bi se borili protiv zlih sila. Jedan od potencijalnih budućih šerifa bio je i kadet Jesse Blue (u originalu Perios) koji se zaljubio u April, ali nakon što ga je ova odbila pridružio se vojsci zlih Outridera. Tijekom epizoda Saber Rider i Zvjezdani šerifi na raznim planetima pomažu i uspostavljaju mir tena kraju pobijede Outridere.

## Zanimljivosti
- "Saber Rider" nije doživio veliki uspjeh u Japanu, ali je zato bio veliki hit u SAD-u i Europi.
- Originalna japanska verzija serije bila je jako izmijenjena od američkog distributera: robot Bismarck preimenovan je u Ramroda, nasilje je cenzurirano, imena su promijenjena (npr. Richard Lancelot je preimenovan u Saber Ridera, Shinji u Fireballa itd.) a čak su i glavni likovi izmijenjeni (u originalu je Fireball bio vođa grupe, dok je u novoj verziji to postao Saber Rider!).
- Njemačka verzija bila je sinkronizirana iznimno nonšalantno i humoristično (npr. Arne Elsholtz je podario glas odmetniku Jesseu pa u jednoj epizodi Saber Rider "izjavi" da ga jedan bik podjeća na generala Arnea Elsholtzea)

## Popis epizoda
| US# | JP# | Američki naslov                            | Japanski naslov                                     |  |
| --- | --- | ------------------------------------------ | --------------------------------------------------- |  |
| 01. | 01. | "Star Sheriff Round Up"                    | 宇宙の冒険野郎 Uchū no bōkenyarō                    |  |
| 02. | —   | "Cavalry Command"                          | (no Japanese version)                               |  |
| 03. | —   | "Jesse’s Revenge"                          | (no Japanese version)                               |  |
| 04. | 02. | "Iguana Get To Know You"                   | 俺とあいつとあの野郎 Ore to aitsu to ano yarō       |  |
| 05. | 14. | "Little Hombre"                            | 白銀の決闘 Last shooting                            |  |
| 06. | 21. | "Greatest Show On The New Frontier"        | 恐怖のロボット・ショー Kyōfu no robot show          |  |
| 07. | 03. | "Little Partner"                           | 小さな名保安官 Chisana nahoankan                    |  |
| 08. | 04. | "Brawling Is My Calling"                   | デスキュラ・スパイを撃て！ Vazer-kozan no spy       |  |
| 09. | 08. | "Wild Horses Couldn't Drag Me Away"        | 謎のスペース・ホース Jijisan no banshon             |  |
| 10. | 16. | "The Castle Of The Mountain Haze"          | よみがえる騎士道 Yomigaeru kishido                  |  |
| 11. | 41. | "Oh Boy! Dinosaurs!"                       | 恐竜の星 Kyōryu no sei                              |  |
| 12. | 24. | "Four Leaf Clover"                         | 四つ葉のクローバー Yotsuyō no clover                |  |
| 13. | —   | "The Highlanders"                          | (no Japanese version)                               |  |
| 14. | 29. | "What Did You Do On Your Summer Vacation?" | 再会、そして旅立ち Shōyōsai he                      |  |
| 15. | 31. | "Jesse Blue"                               | アンドロメダから来た男 Andromeda kara kita otoko    |  |
| 16. | 05. | "Show Down At Cimarron Pass"               | 激突！！ 荒野の決戦 Maboroshi no machinegundan      |  |
| 17. | —   | "The Saber And The Tomahawk"               | (no Japanese version)                               |  |
| 18. | —   | "All That Glitters"                        | (no Japanese version)                               |  |
| 19. | 06. | "Sole Survivor"                            | 美少女エリスの秘密 Bishōjo Eris no himitsu          |  |
| 20. | 07. | "Legend Of The Santa Fe Express"           | 小さな愛の物語 Chisana ai no monogatari             |  |
| 21. | 13. | "Snake Eyes"                               | 死神キッド Shinigami Kid                            |  |
| 22. | 10. | "Famous Last Words"                        | ガニメデの鬼将軍 Ganymed no kishogun                |  |
| 23. | 11. | "Sharpshooter"                             | 老いたる不死鳥 Oitaru Phoenix                       |  |
| 24. | 12. | "The Monarch Supreme"                      | 星空のクリスマスカロル Hoshizora no Christmas Carol |  |
| 25. | 26. | "Gattler’s Last Stand"                     | ガニメデ最後の決戦 Ganymed saigo no kessen          |  |
| 26. | 32. | "Dooley"                                   | デスキュラ・ハンター Deathculan Hunter              |  |
| 27. | 09. | "The Hole In The Wall Gang"                | 明日への戦い Ashita he no takakai                   |  |
| 28. | 22. | "The All Galaxy Grand Prix"                | 爆発！！ 死のレース Bakuhatsu!! Shi no race         |  |
| 29. | 15. | "Snow-Blind"                               | ラスト・シューティング Hagukin no kettō             |  |
| 30. | 17. | "Thanguility"                              | 君の手で村を守れ Kimi no te de mura wo mamoru       |  |
| 31. | 33. | "Bad Day At Dry Gulch"                     | (幽霊戦隊を叩け！ Yūrei sentai o takate!)           |  |
| 32. | 39. | "Snowcone"                                 | 魔のレト星フィールド Ma no Leto sei field           |  |
| 33. | 40. | "Sneaky Spies"                             | 真心が見えた時 Magokoro ga mieta toki               |  |
| 34. | —   | "Stampede"                                 | (no Japanese version)                               |  |
| 35. | 27. | "The Challenge (1)"                        | 新たなる決意 ACT-1 Atanaru ketsui (1)               |  |
| 36. | 28. | "The Challenge (2)"                        | 新たなる決意 ACT-2 Atanaru ketsui (2)               |  |
| 37. | 25. | "Born on the Bayou"                        | 猛撃！ ブラスター・パルス Mōbaku! Blaster-Pulse     |  |
| 38. | 37. | "April Rides"                              | 50%の賭け 50% no kake                               |  |
| 39. | 38. | "The Walls Of Red Wing"                    | わんぱくWARS! Wambaku WARS!                         |  |
| 40. | 35. | "Jesse’s Girl"                             | 女戦士チルカ Jōsenshi Chiruka                       |  |
| 41. | 18. | "The Amazing Lazardo"                      | 地獄から来た聖者 Jigoku kara kita seija             |  |
| 42. | 19. | "I Forgot"                                 | 秘密暗殺計画を暴け Himitsu ansatsukeikaku o abake   |  |
| 43. | 34. | "Lend Me Your Ears"                        | 虹に願いを！ Niji ni negai o!                       |  |
| 44. | 43. | "Born To Run"                              | デスキュラの秘密 Deathculan no himitsu              |  |
| 45. | 44. | "The Legend Of The Lost World"             | 星の神話 Kyōdaisei!? Deathcula to Chikyū            |  |
| 46. | 45. | "The Rescue"                               | 奪回！ ルヴェール博士 Dakkai! Ruwell hakushi        |  |
| 47. | 46. | "Eagle Has Landed"                         | ビスマルク解体！ Bismarck kaitai                    |  |
| 48. | 47. | "Cease Fire"                               | 戦士の復活 Senshi no fukkatsu                       |  |
| 49. | 48. | "Alamo Moon"                               | ハイパーフォトン砲発射！ Haipāfoton pōhatsui        |  |
| 50. | 49. | "The Nth Degree"                           | ヘルペリデスを撃破せよ！ Helperides wo gekihaseyo!  |  |
| 51. | 50. | "Who is Nemesis?"                          | ヘルペリデス脱出 Helperides dasshutsu               |  |
| 52. | 51. | "Happy Trails"                             | 夢銀河 Yume Ginga                                   |  |
| —   | 23. | (no US version)                            | キャプテン・ホリデー Captain Horidee                |  |
| —   | 30. | (no US version)                            | 戦え！ 平和のために Heiwa o uri watashita machi     |  |
| —   | 36. | (no US version)                            | ジュノー星救出作戦 Juno sei kyūshutsu sakusen       |  |
| —   | 42. | (no US version)                            | 大要塞接近！ Daiyōsai sekkin                        |  |

## Nagrade
- Osvojen Bandai Incentive Award of Japan Animation Festival

## Kritike
Simpatićna i zabavna, iako ne osobito duboka ili ambiciozna animirana serija "Saber Rider" jedan je od onih animea koji uživaju kultni status i izazivaju nostalgiju kod obožavatelja. Neobična priča, hibrid westerna i ZF-a, s još neobičnijim elementima (scene u kojima Saber Rider jaše konja-robota po svemiru i drži sablju u ruci) ima šarma, ali je ipak prvenstveno shematizirana po formuli "Junaci sretnu negativce-bore se s njima u robotu Ramrodu-pobijede". Linearna radnja s početkom i krajem posjeduje i par zanimljivih situacija (npr. Jesse je u jednoj epizodi htio spasiti April od odmetnika kako bi ispao frajer, ali ga je u toj namjeri pretekao Saber Rider).

## Vanjske poveznice
- IMDb profil
- World Events Productions - Saber Rider  Arhivirana inačica izvorne stranice od 24. veljače 2007. (Wayback Machine)
- Počasni site o seriji
- TV.com  Arhivirana inačica izvorne stranice od 2. veljače 2008. (Wayback Machine)
- TV-kult.com - Site o seriji  Arhivirana inačica izvorne stranice od 2. ožujka 2007. (Wayback Machine) (njemački jezik)